# 平沢剛
平沢 剛（ひらさわ ごう、1975年 - ）は、日本の映画評論家、映画研究者。明治学院大学非常勤講師。

## 経歴
1975年神奈川県生まれ。明治学院大学文学部芸術学科卒業。四方田犬彦のもとで映画学を学ぶ。同じゼミには小説家の木村紅美がいる。『VOL』（以文社）編集委員。編著として『アンダーグラウンド・フィルム・アーカイブス』（河出書房新社、2003年）、共編として『ファスビンダー』（現代思潮新社、2005年）、聞き手として足立正生『映画/革命』（河出書房新社、2003年）など。
2014年より、文化庁新進芸術家海外研修員としてロンドン、ニューヨークに留学。

## 著書
| 遺言                 | 葛井欣士郎 著 ; 平沢剛 聞き手           | 河出書房新社 | 2008年8月  |
| 大島渚著作集         | 大島渚 著 ; 四方田犬彦, 平沢剛 編       | 現代思潮新社 | 2008年10月 |
| 大島渚著作集         | 大島渚 著 ; 四方田犬彦, 平沢剛 編       | 現代思潮新社 | 2008年11月 |
| 大島渚著作集         | 大島渚 著 ; 四方田犬彦, 平沢剛 編       | 現代思潮新社 | 2009年1月  |
| 大島渚著作集         | 大島渚 著 ; 四方田犬彦, 平沢剛 編       | 現代思潮新社 | 2009年3月  |
| 若松孝二全発言       | 若松孝二 著 ; 平沢剛 編                 | 河出書房新社 | 2010年7月  |
| 1968年文化論         | 四方田犬彦, 平沢剛 編著                 | 毎日新聞社   | 2010年9月  |
| 日本映画は生きている | 黒沢清, 四方田犬彦, 吉見俊哉, 李鳳宇 編 | 岩波書店     | 2010年12月 |
| 若松孝二反権力の肖像 | 四方田犬彦, 平沢剛 編                   | 作品社       | 2013年4月  |